# Phacelophrynium laxum
Phacelophrynium laxum là một loài thực vật có hoa trong họ Marantaceae. Loài này được Clausager & Borchs. mô tả khoa học đầu tiên năm 2003.